# Mahmut Bezgin
Mahmut Bezgin (* 1. März 1986 in Gaziantep) ist ein türkischer Fußballtorhüter.

## Karriere

### Verein
Bezgin startete seine Vereinsfußballlaufbahn 1999 bei Gaziantepspor. Seit 2004 gehört er dem Kader von Gaziantepspor an. Während er sich in der Spielzeit 2009/10 einen Stammplatz erkämpft hatte, war er sonst Ersatztorhüter. Einige Spielzeiten verbrachte er als Leihspieler bei Gaskispor.
Zum Sommer 2013 wechselte er zum Zweitligisten Mersin İdman Yurdu. Bereits zur nächsten Rückrunde wechselte er in die Süper Lig zu Sivasspor. Im April 2014 verließ er diesen Verein wieder.
Im Februar 2015 heuerte er beim Zweitligisten Gaziantep Büyükşehir Belediyespor an und spielte für diesen bis zum Saisonende.

### Nationalmannschaft
Bezgin spielte 2006 einmal für die türkische U-20-Nationalmannschaft.

## Erfolge
Mit Gaziantepspor
- Spor-Toto-Pokal-Sieger: 2012